# Maria Eis

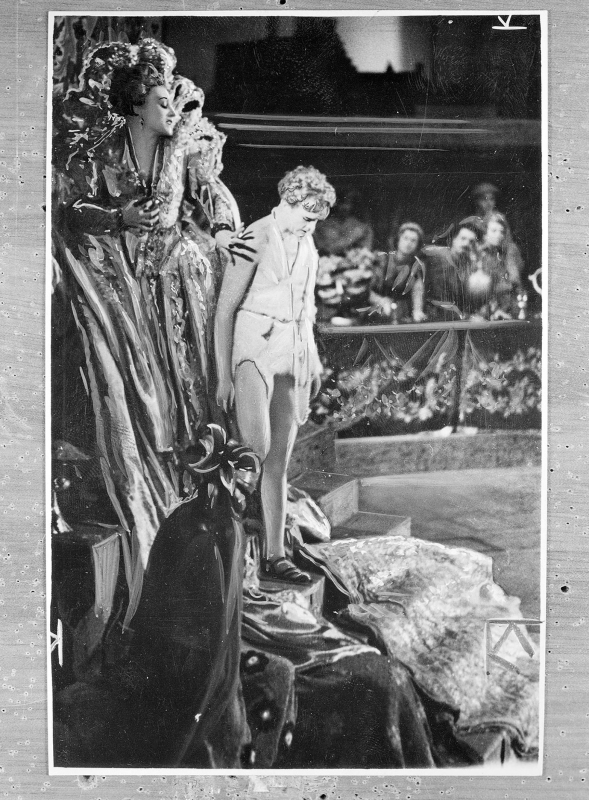
Otto Skall: Maria Eis als Potiphars Weib (links) in: Josephs Legende, Wiener Staatsoper (1936)

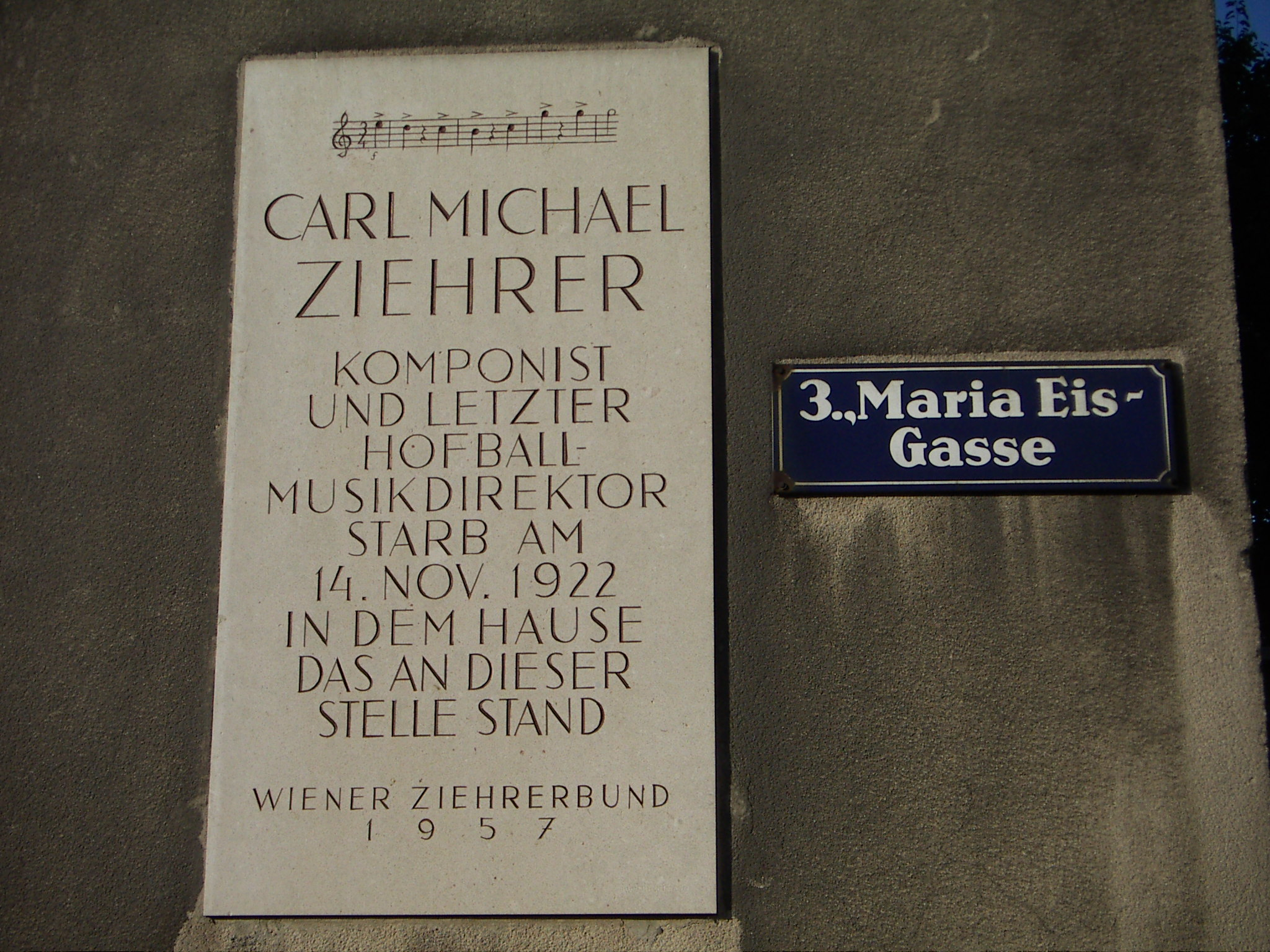
Maria Eis-Gasse in Wien

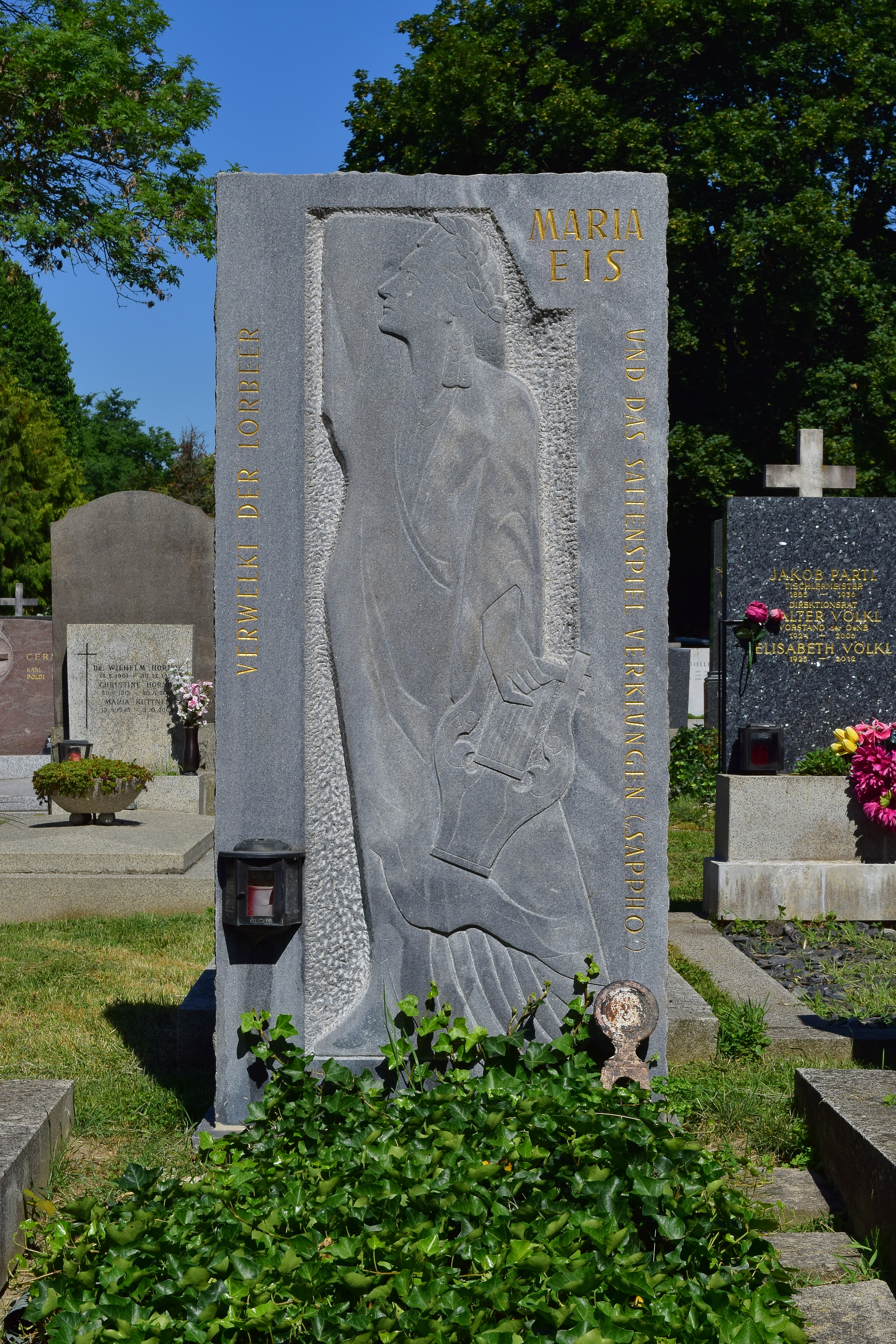
Ehrenhalber gewidmetes Grab auf dem Wiener Zentralfriedhof

Maria Eis (* 22. Februar 1896 in Prag, Österreich-Ungarn; † 18. Dezember 1954 in Wien) war eine österreichische Kammerschauspielerin und Filmschauspielerin.

## Leben
In der Zeit von 1918 bis 1923 trat sie in Wien an der Neuen Wiener Bühne, der Renaissancebühne und den Kammerspielen auf. Danach ging Maria Eis nach Hamburg und spielte dort bis 1932 am Thalia Theater und am Deutschen Schauspielhaus. Nach Wien zurückgekehrt, begann ihre eindrucksvolle Karriere als Charakterschauspielerin und Tragödin am Burgtheater, dem sie bis zu ihrem Tode als Ensemblemitglied angehörte. Ihre Auftritte als Elisabeth I., Lady Macbeth, Sappho, Iphigenie und Medea verdienen besondere Erwähnung.
Ab 1935 konnte Maria Eis auch als Filmschauspielerin reüssieren und wirkte in gut zwei Dutzend Spielfilmen mit.
Nach dem Anschluss Österreichs 1938 konnte sie nur noch mit einer Sondergenehmigung spielen, da sie mit einem „Halbjuden“ verheiratet war. Eis versteckte den Souffleur des Burgtheaters Maximilian Blumenthal eine
Zeitlang in ihrer Wohnung, doch am 5. März 1941 wurde er in ein Vernichtungslager deportiert, ebenso dessen Frau Anna im Oktober 1942 nach Maly  Trostinec. Maria Eis stand 1944 in der Gottbegnadeten-Liste des Reichsministeriums für Volksaufklärung und Propaganda.
Sie war drei Mal verheiratet und brachte 1940 ihren Sohn Heinrich (Heiki) zur Welt. Dieser spielte zwischen seinem 5. und 11. Lebensjahr zahlreiche Theaterrollen sowie eine Hauptrolle in dem Spielfilm Gottes Engel sind überall (1947), neben Attila Hörbiger.
Im Gedenken an Maria Eis wurde 1960 die Verkehrsfläche vor dem ehemaligen Karl-Michael-Ziehrer-Haus, die Maria-Eis-Gasse im 3. Wiener Gemeindebezirk, nach ihr benannt, in dem bis etwa Mai 2006 die Zustellgruppe der Post-und-Telegrafen-Verwaltung für Wien III untergebracht war. Diese Straße wurde 2016 in den Rochusplatz einbezogen.
Ihr ehrenhalber gewidmetes Grab befindet sich auf dem Wiener Zentralfriedhof (Gruppe 33 A, Reihe 4, Nummer 12).

## Filme
- 1935: Episode
- 1938: Spiegel des Lebens
- 1940: Liebe ist zollfrei
- 1941: Tanz mit dem Kaiser
- 1948: Der Prozeß
- 1948: Gottes Engel sind überall
- 1949: Liebling der Welt
- 1949: Duell mit dem Tod
- 1949: Wir haben eben geheiratet
- 1949: Geheimnisvolle Tiefe
- 1950: Toselli-Serenade (Romanzo d'amore)
- 1950: Gruß und Kuß aus der Wachau
- 1951: Die Minderjährigen (Asphalt)
- 1951: Das Herz einer Frau
- 1951: Maria Theresia
- 1952: Wienerinnen im Schatten der Großstadt (Wienerinnen)
- 1953: Der Verschwender
- 1953: Flucht ins Schilf
- 1953: Pünktchen und Anton
- 1953: Franz Schubert – Ein Leben in zwei Sätzen
- 1954: Wenn du noch eine Mutter hast (Das Licht der Liebe)
- 1954: Ewiger Walzer
- 1954: Weg in die Vergangenheit